# José Talavera
José Ángel Talavera Juárez (Zacatepec de Hidalgo; 2 de agosto de 1950) es un exfutbolista mexicano que jugó en el mediocampo y ganó el Campeonato Mexicano en 1978 con Tigres de la UANL.

## Selección nacional
Jugó tres partidos con la selección amateur de México en los Juegos Olímpicos de Múnich 1972.

### Participaciones en Juegos Olímpicos
| Torneo                   | Sede   | Resultado    |
| ------------------------ | ------ | ------------ |
| Juegos Olímpicos de 1972 | Múnich | Segunda fase |

## Clubes
| Club                     | País   | Año       |
| ------------------------ | ------ | --------- |
| Torreón                  | México | 1971-1973 |
| Leones Negros de la UdeG | México | 1974-1975 |
| Atlético Potosino        | México | 1975-1977 |
| Tigres de la UANL        | México | 1977-1978 |
| Coyotes Neza             | México | 1978-1979 |

## Palmarés

### Títulos nacionales
| Título           | Equipo            | País   | Año     |
| ---------------- | ----------------- | ------ | ------- |
| Primera División | Tigres de la UANL | México | 1977-78 |

### Títulos internacionales
| Título                  | Equipo         | Sede   | Año  |
| ----------------------- | -------------- | ------ | ---- |
| Preolímpico de Concacaf | México amateur | Varias | 1972 |